# The Compulsive Gamblers
The Compulsive Gamblers — американская группа гаражного рока из Мемфиса, сформированная в 1990 году вокалистами и гитаристами Greg Cartwright и Jack Yarber, будущими участниками группы Oblivians. Изначально группа называлась The Painkillers, а после прибавления клавишника Philip "Flipper" Tubb, ударника Rod "Bushrod" Thomas и скрипача Greg Easterly сменила своё название на The Compulsive Gamblers.
The Compulsive Gamblers оказались на передовой панк-сцены Мемфиса, наряду с группами Gibson Bros. и '68 Comeback, скрестив ритм-энд-блюз 1950-х и панк, создавая одновременно зловещее и смешное звучание. Стремясь к выступлениям в местных клубах, группа записала в конце 1991 года миньон Joker, который был издан годом позже. Далее последовали миньоны Church Goin' (1992) и Goodtime Gamblers (1995). После переезда Thomas и Easterly в Новый Орлеан группа распалась с изданием компиляции Gambling Days are Over на лейбле Sympathy For The Record Industry в 1995 году.
Еще до распада группы, в 1993 году Cartwright и Yarber решили организовать сайд-проект Oblivians, на котором они решили сконцентрироваться после распада The Compulsive Gamblers. Однако, в 1997 году было принято решение реанимировать The Compulsive Gamblers, в составе с Cartwright, Yarber и вернувшимся Thomas. Новое трио выпустило альбом Bluff City в 1999 году. Для европейского тура в состав был принят басист Jeff Meier. Для записи альбома Crystal Gazing Luck Amazing (2000) и лайв-сета Live & Deadly: Memphis-Chicago (2003) приглашали клавишника Brendan Lee Spengler. После чего группа вновь распалась.

## Дискография

### Альбомы
- Gambling Days are Over CD (Sympathy For The Record Industry, 1995, SFTRI 372)
- Bluff City LP/CD (Sympathy For The Record Industry, 1999, SFTRI 570)
- Crystal Gazing Luck Amazing LP/CD (Sympathy For The Record Industry, 2000, SFTRI 572)
- Live & Deadly: Memphis-Chicago 2xLP/CD (Sympathy For The Record Industry, 2003, SFTRI 698)

### Синглы
- Joker 7" (Boiler Room, 1992, BR 001)
- Church Goin' 7" (Lemon Peel Records, 1992, LP001 - LP002)
- Goodtime Gamblers 7" (Boiler Room, 1995, BR 002)

## Видео
- Hand Full Of Burning Sand (слайд-шоу)